# Un terrible secret
Pour plus de détails, voir Fiche technique et Distribution.
Un terrible secret (A Surrogate's Nightmare) est un téléfilm canadien réalisé par Vic Sarin, sorti en 2017.

## Synopsis
Après le meurtre de leur mère, Angela (Poppy Montgomery) retirée depuis longtemps de sa ville d'enfance, propose à sa sœur Shelly (Emily Tennant) d'être la mère porteuse de son futur enfant. C'est alors qu'un ancien flirt local d'Angela, Curt (Ty Olsson), un homme au comportement apparemment impulsif et qui lui a coûté des démêlés avec la justice, commence à poursuivre Angela, menaçant ainsi sa vie et celle du bébé qu'elle porte pour sa sœur et David, son beau-frère (Steven Krueger).

## Fiche technique
Sauf indication contraire, les informations mentionnées dans cette section peuvent être confirmées par la base de données cinématographiques IMDb,  présente dans la section « Liens externes ».
- Titre original : A Surrogate's Nightmare
- Titre français : Un terrible secret
- Réalisation : Vic Sarin
- Décors : Joe Hinks
- Costumes : Ashley Isaacs
- Photographie : Vic Sarin
- Montage : Rafi Spivak
- Musique : Matthew Chalmers
- Production : Kim Roberts et Tina Pehme ; Meyer Shwarzstein et Larry Gershman (producteurs exécutifs)
- Société de production : Sepia Films
- Sociétés de distribution : Lifetime Television ; TF1 Distribution Television
- Pays d’origine :  Canada
- Langue originale : anglais
- Format : couleur
- Genre : thriller
- Durée : 87 minutes
- Dates de diffusion :
  - États-Unis : 2 janvier 2017 sur Lifetime
  - France : 17 septembre 2017 sur TF1

## Distribution
Sauf indication contraire, les informations mentionnées dans cette section peuvent être confirmées par la base de données cinématographiques IMDb,  présente dans la section « Liens externes ».
 Source et légende : version française (VF) sur RS Doublage
- Poppy Montgomery (VF : Rafaèle Moutier) : Angela
- Emily Tennant (VF : Alice Taurand) : Shelley
- Ty Olsson (VF : Guillaume Orsat) : Curt
- Steven Krueger (VF : Nessym Guetat) : David
- Peter Benson (VF : Yann Guillemot) : Dr Logie